# 2 de outubro
2 de outubro é o 275.º dia do ano no calendário gregoriano (276.º em anos bissextos). Faltam 90 dias para acabar o ano.

## Eventos históricos

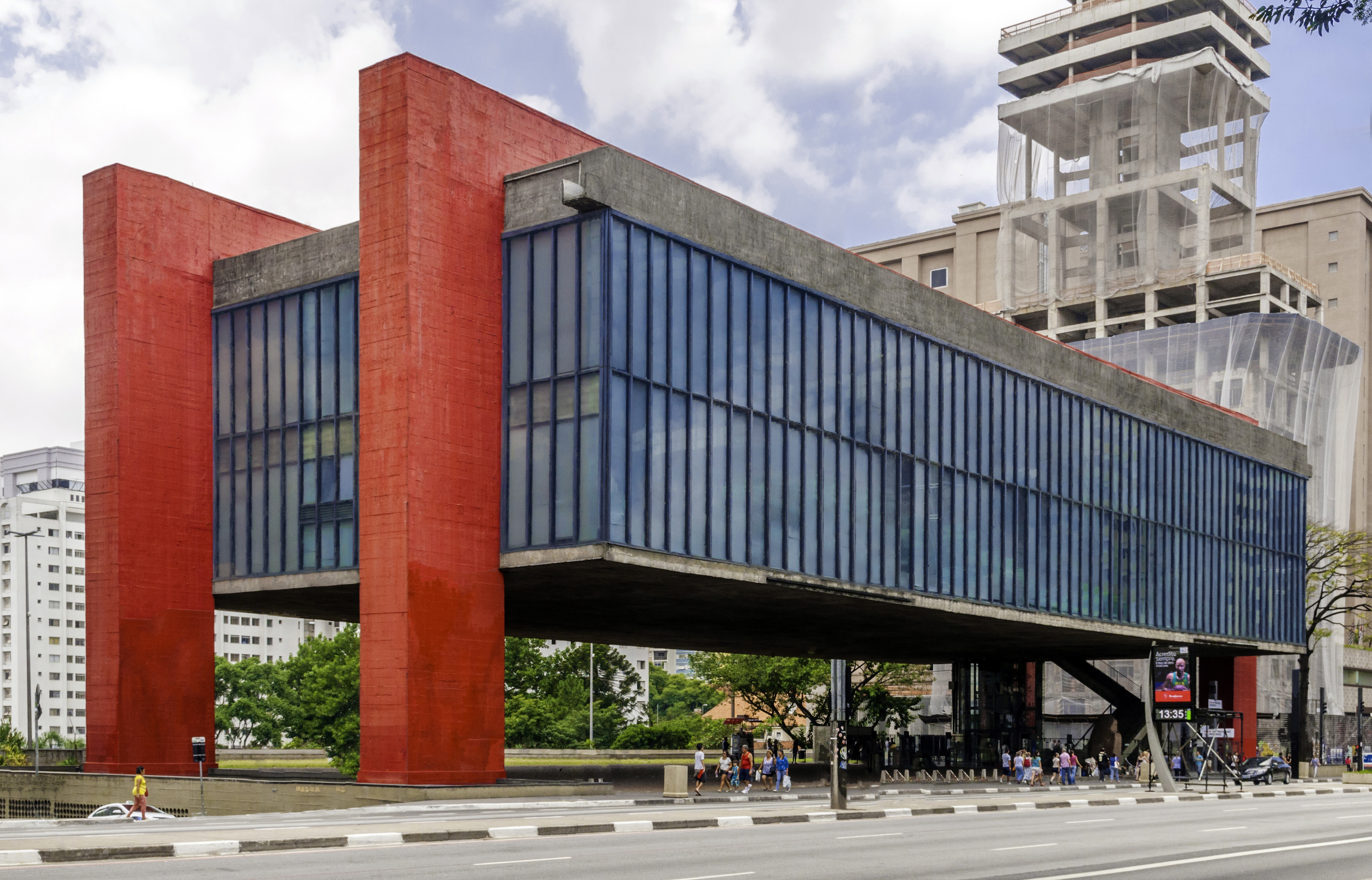
1947: Inauguração do Museu de Arte de São Paulo

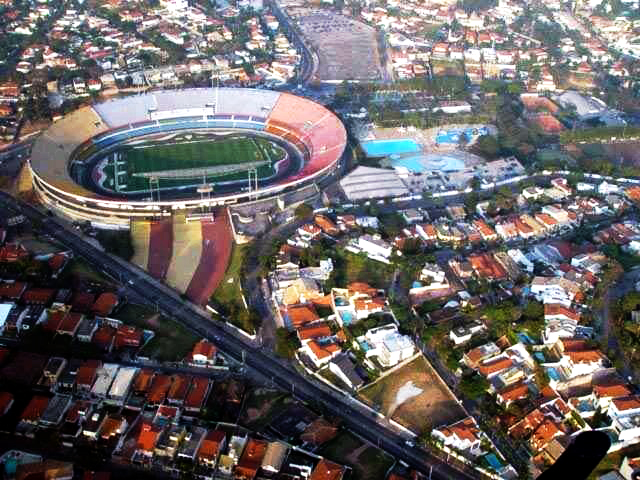
1960: Inauguração do Estádio do Morumbi

- 0829 — Teófilo se torna Imperador Bizantino, sucedendo seu pai Miguel II.
- 0939 — O rei Otão I esmaga uma rebelião contra seu governo por uma coalizão de duques francos.
- 1187 — Saladino captura Jerusalém após 88 anos de domínio dos cruzados.
- 1470 — Guerras das Rosas: o rei Eduardo IV de Inglaterra foge para a Flandres, regressando em março seguinte para recuperar seu trono.
- 1780 — Guerra de Independência dos Estados Unidos: John André, oficial do Exército Britânico, é enforcado como espião pelo Exército Continental.
- 1789 — Revolução Francesa: a Declaração dos Direitos do Homem e do Cidadão é aprovada pela Assembleia Nacional Constituinte revolucionária.
- 1814 — Guerra da Independência do Chile: tropas realistas derrotam as forças chilenas de Bernardo O'Higgins e José Miguel Carrera.
- 1835 — Revolução do Texas: tropas mexicanas tentam desarmar o povo de Gonzales, mas encontram forte resistência de uma milícia reunida às pressas.
- 1838 — O Instituto Histórico e Geográfico Brasileiro é fundado no Rio de Janeiro.
- 1870 — Um plebiscito realizado em Roma, apoia a anexação da cidade de Roma pelo Reino da Itália.
- 1914 — A cidade de Porto Velho, capital do estado brasileiro de Rondônia, é criada.
- 1920 — Guerra de Independência da Ucrânia: Mikhail Frunze ordena ao Exército Vermelho que cesse imediatamente as hostilidades com o Exército Insurgente Revolucionário da Ucrânia.[1]
- 1922
  - O papa Pio XI faz circular carta orientando o clero a boicotar o Partito Popolare (cristão), que obstaculizava o fascismo de Mussolini.
  - Inauguração do atual edifício da Bolsa de Valores de Nova York, no número 11 da Wall Street.
- 1924 — Assis Chateubriand compra O Jornal, iniciando o grupo Diários Associados.
- 1928 — É fundada a "Prelazia da Santa Cruz e a Obra de Deus", mais conhecida como Opus Dei.
- 1932 — Brasil: Término da Revolução Constitucionalista com a vitória das forças federais sobre os paulistas; fim do Estado de Maracaju.
- 1937 — Rafael Trujillo ordena a execução de haitianos que vivem na região noroeste da República Dominicana.
- 1941 — Segunda Guerra Mundial: na Operação Tufão, a Wehrmacht tenta capturar Moscou antes do início do inverno.
- 1942 — Segunda Guerra Mundial: o transatlântico RMS Queen Mary acidentalmente colide e afunda o HMS Curacoa, matando mais de 300 tripulantes a bordo do Curacoa.[2]
- 1944 — Segunda Guerra Mundial: tropas alemãs esmagam a Revolta de Varsóvia.
- 1947 — É inaugurado o Museu de Arte de São Paulo.
- 1955 — O ENIAC, um dos primeiros computadores eletrônicos de uso geral, é desligado.
- 1958 — A Guiné declara sua independência da França.
- 1960
  - É inaugurado o Estádio do Morumbi.
  - Daisaku Ikeda parte para a sua primeira viagem ao exterior, a fim de divulgar os ideais da Soka Gakkai.
- 1961 — O Congresso Nacional aprova a emenda constitucional que instituíu o regime parlamentarista no Brasil, evitando que o vice-presidente João Goulart assumisse a presidência com plenos poderes após a renúncia de Jânio Quadros.
- 1967 — Poema Hino dos Bandeirantes substitui a letra original do hino do estado de São Paulo.
- 1968 — O presidente mexicano Gustavo Díaz Ordaz ordena que os soldados reprimam uma demonstração de estudantes, dez dias antes do início dos Jogos Olímpicos.
- 1971
  - O presidente sul-vietnamita Nguyen Van Thieu é reeleito em uma eleição de um homem só.[3]
  - O voo 706 da British European Airways cai perto de Aarsele, na Bélgica, matando 63 pessoas.[4]
- 1990 — O voo 8301 da Xiamen Airlines é sequestrado e pousa em Cantão, onde colide com outras duas aeronaves no chão, matando 128 pessoas.
- 1992
  - O vice-presidente do Brasil Itamar Franco assume interinamente a Presidência da República devido ao afastamento do presidente Fernando Collor de Mello pelo Congresso Nacional, durante seu processo de impeachment por acusações de corrupção.
  - Policiais militares invadem a Penitenciária do Carandiru em São Paulo, Brasil, durante uma revolta na prisão. O massacre resultante deixa 111 prisioneiros mortos.
- 1996 — Procedimentos de manutenção inadequados fazem com que o voo Aeroperú 603 caia no oceano perto do Peru.
- 1997 — Assinado o Tratado de Amesterdão, que prevê alterações aos Tratados da União Europeia e Comunidade Europeia.
- 2000 — O algoritmo de Rijndael é escolhido pelo NIST como o Padrão de Criptografia Avançada (AES).
- 2002 — Começam os ataques a tiros em Beltway, estendendo-se por três semanas.
- 2009 — A cidade do Rio de Janeiro é escolhida a sede dos XXXI Jogos Olímpicos de Verão e dos XV Jogos Paraolímpicos de Verão, ambas realizadas no ano de 2016.
- 2016 — Protestos etíopes eclodem durante um festival na região de Oromia, matando dezenas de pessoas.
- 2018 — O jornalista saudita Jamal Khashoggi é visto pela última vez no consulado saudita em Istambul.
- 2019 — Presidente peruano, Martín Vizcarra, dissolve o Congresso do Peru, resultando em uma crise constitucional.[5]

## Nascimentos

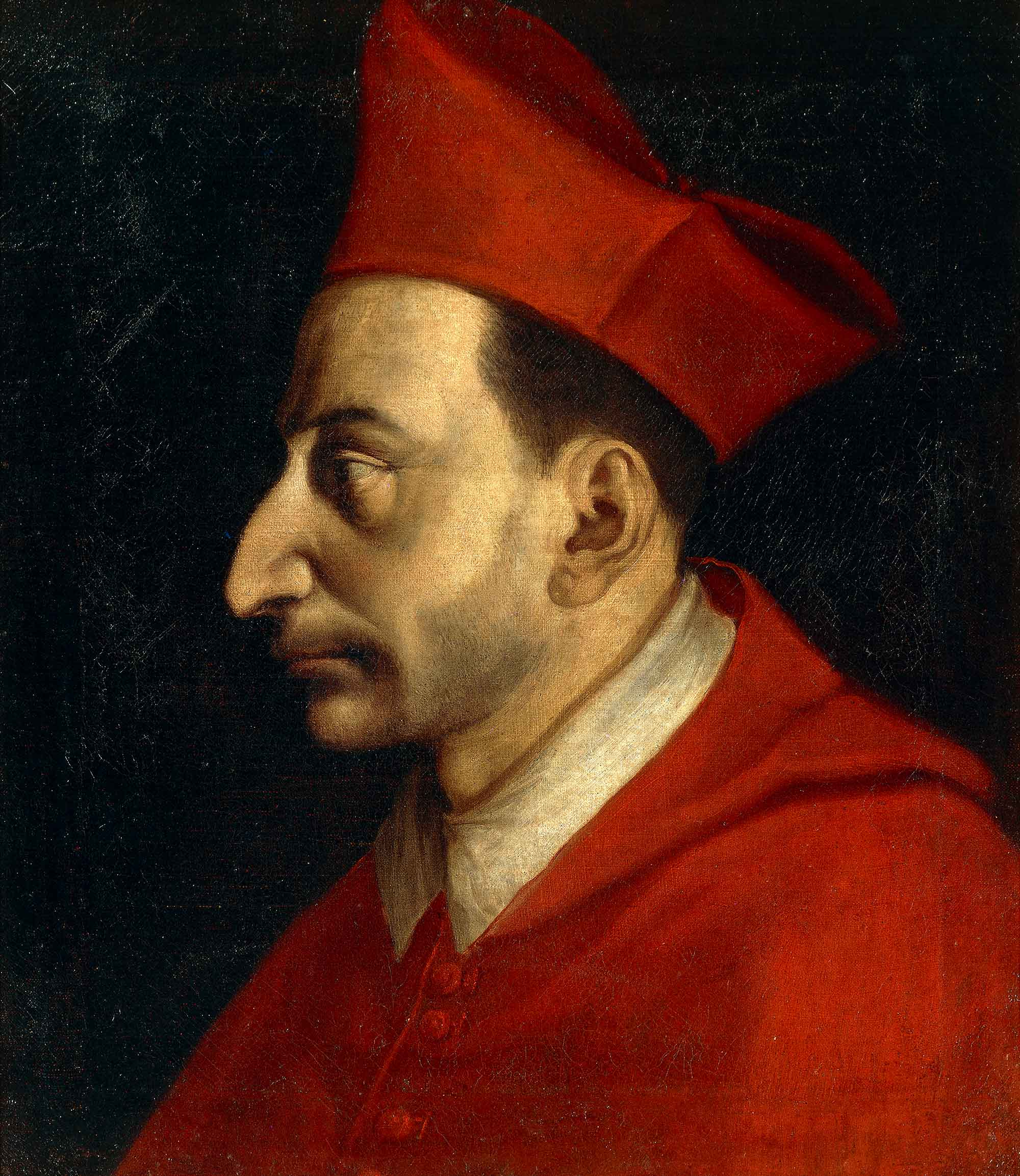
Carlos Borromeu

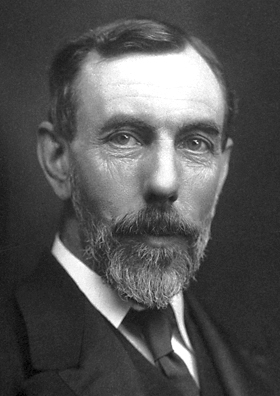
William Ramsay

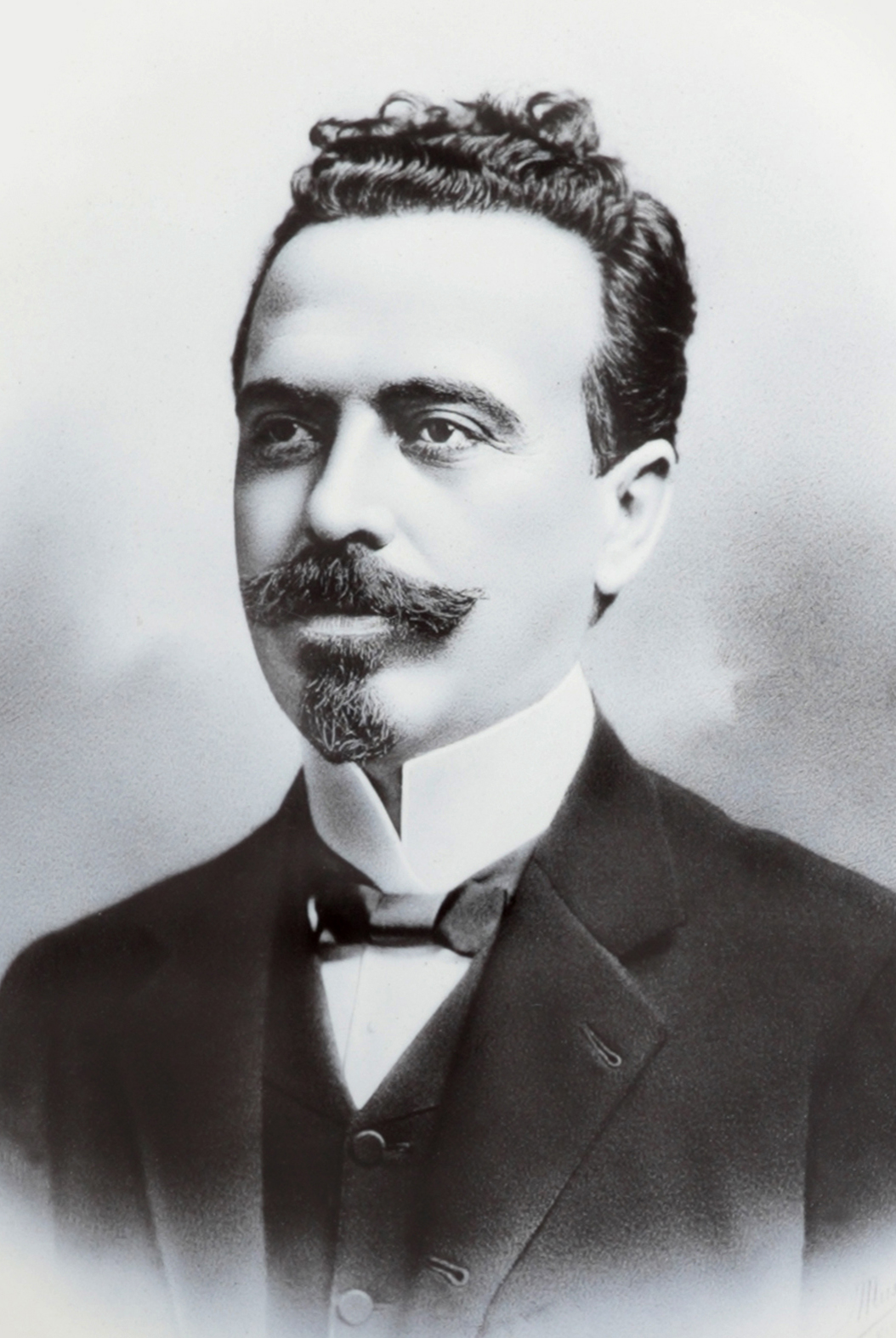
Nilo Peçanha

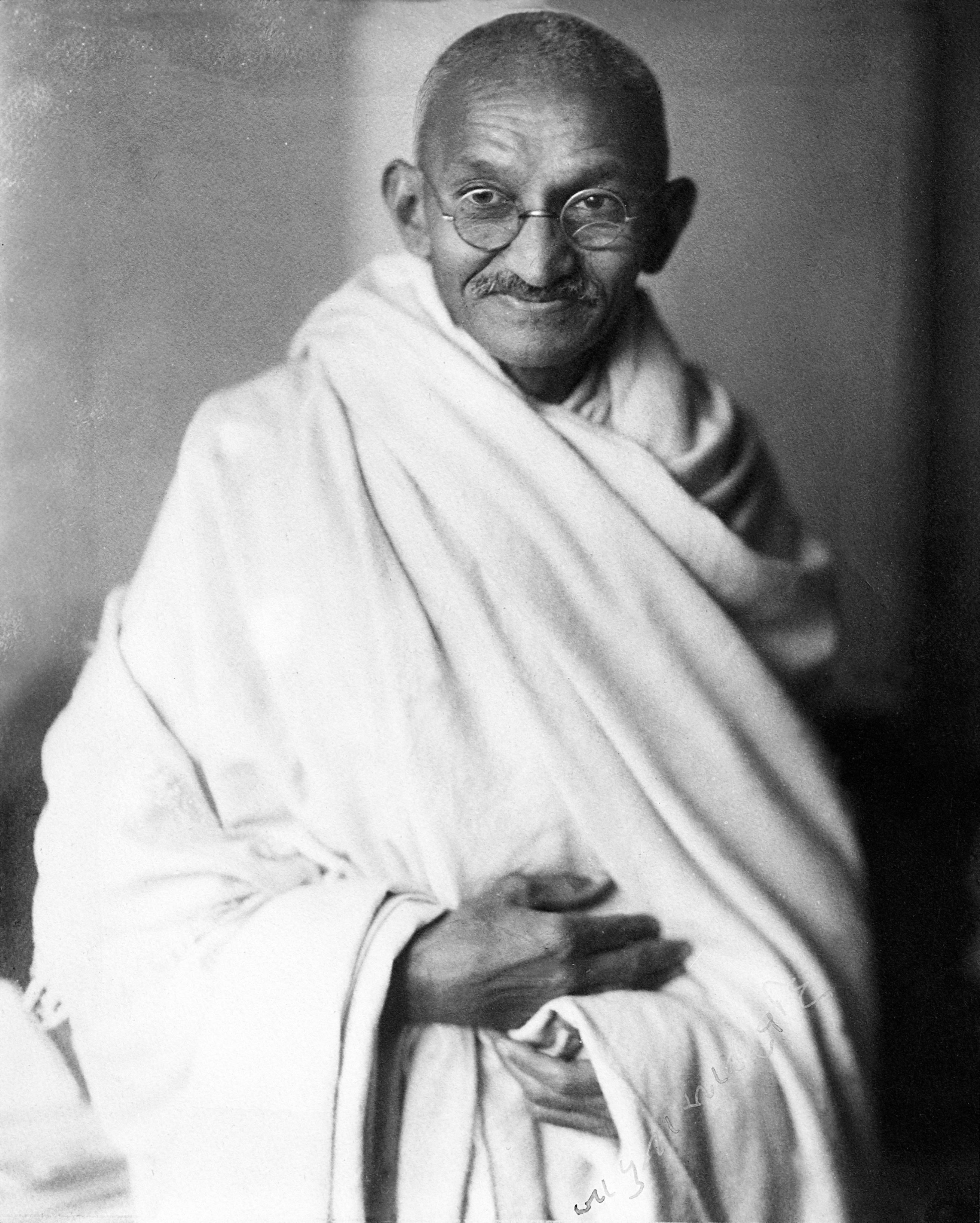
Mahatma Gandhi

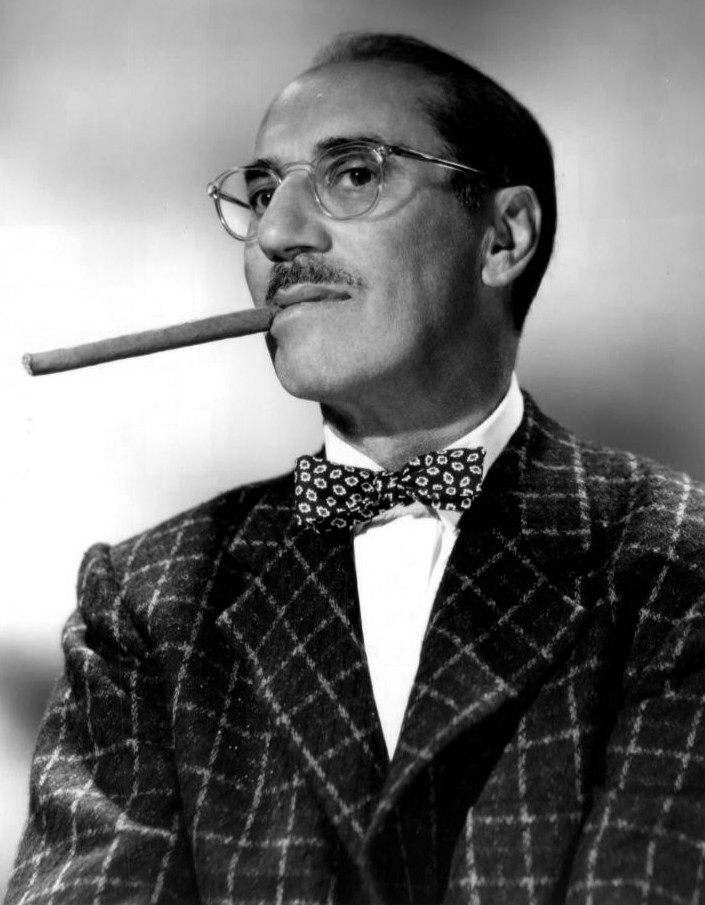
Groucho Marx

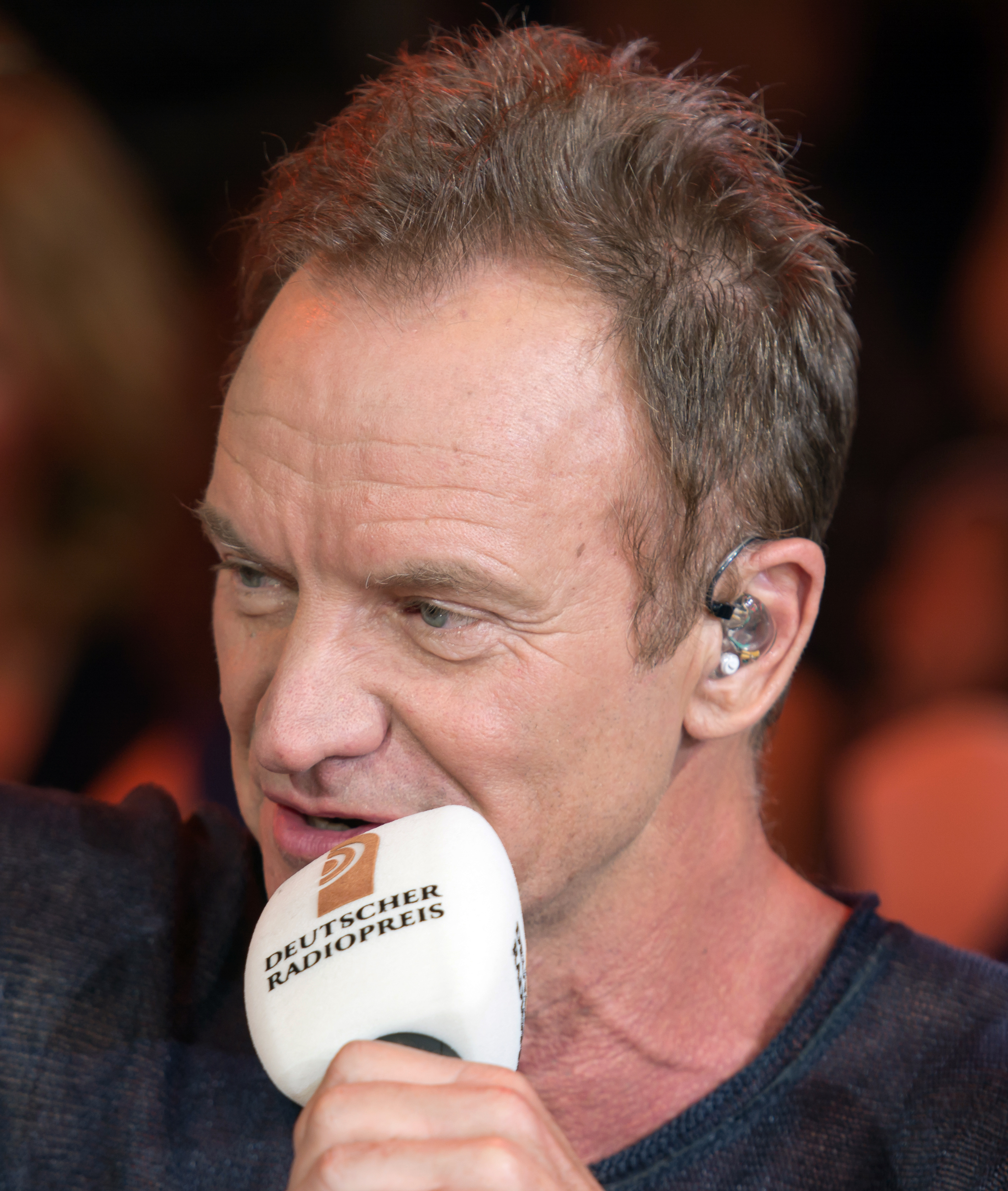
Sting

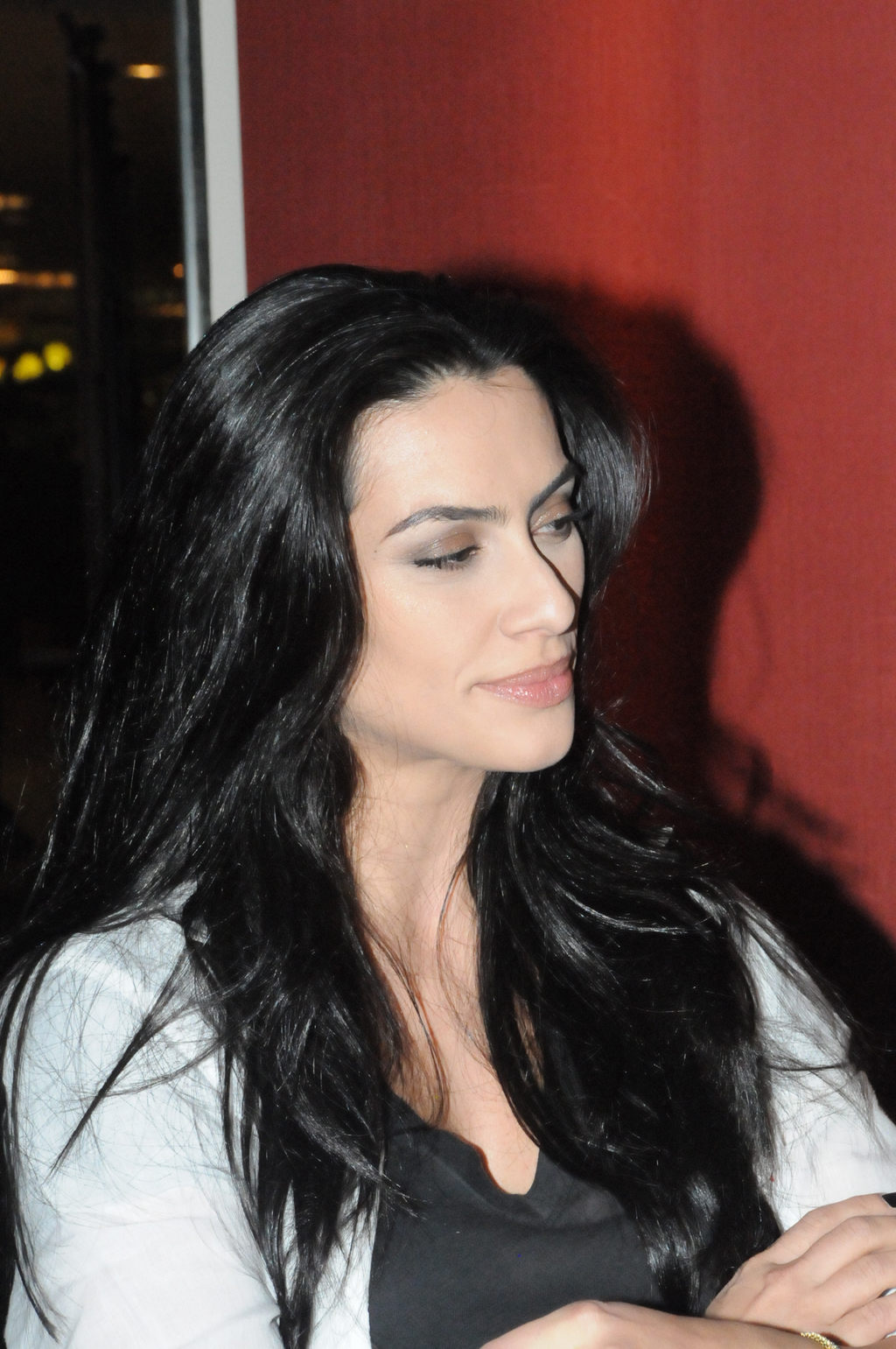
Cleo

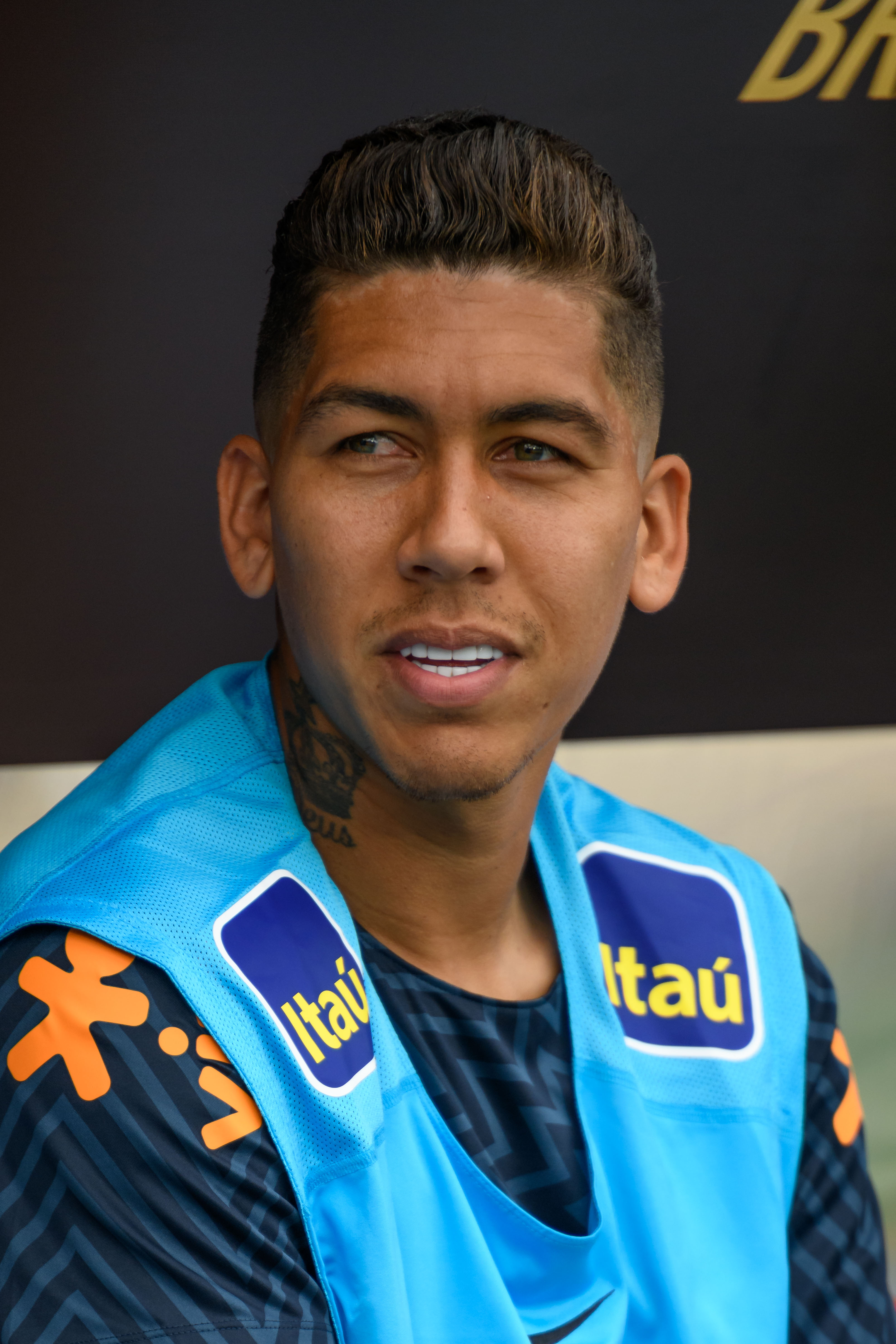
Roberto Firmino

### Anterior ao século XIX
- 1327 — Baldo de Ubaldo, jurista italiano (m. 1400).
- 1452 — Ricardo III de Inglaterra (m. 1485).
- 1470 — Isabel de Aragão e Castela, Rainha de Portugal (m. 1498).
- 1538 — Carlos Borromeu, religioso e santo italiano (m. 1588).
- 1666 — Maria Ana de Bourbon, princesa de Conti (m. 1739).
- 1718 — Elizabeth Montagu, escritora e crítica literária inglesa (m. 1800).
- 1725 — José Francisco Miguel António de Mendonça, cardeal português (m. 1808).
- 1768 — William Carr Beresford, político e general britânico (m. 1854).
- 1791 — Alexis Thérèse Petit, físico francês (m. 1820).
- 1798 — Carlos Alberto da Sardenha (m. 1849).

### Século XIX
- 1800 — Nat Turner, escravo estadunidense e líder de uma rebelião (m. 1831).
- 1817 — Maximiliano dos Beauharnais (m. 1852)
- 1828 — Charles Thomas Floquet, político francês (m. 1896)
- 1847 — Paul von Hindenburg, estadista alemão (m. 1934).
- 1852 — William Ramsay, químico britânico (m. 1916).
- 1867 — Nilo Peçanha, advogado e político brasileiro, 7.° presidente do Brasil (m. 1924).
- 1869 — Mahatma Gandhi, político indiano (m. 1948).
- 1871 — Cordell Hull, militar e político estadunidense (m. 1955).
- 1872 — Alberto Maranhão, político brasileiro (m. 1944).
- 1886 — Jisaburō Ozawa, militar japonês (m. 1966).
- 1887 — Violet Jessop, comissária de bordo e enfermeira argentina (m. 1971).
- 1890 — Groucho Marx, comediante estadunidense (m. 1977).
- 1895 — Bud Abbott, ator e cantor estadunidense (m. 1974).
- 1896 — Jacques Duclos, político francês (m. 1975).

### Século XX

#### 1901–1950
- 1901 — Alice Prin, modelo, cantora, atriz e pintora francesa (m. 1953).
- 1902 — Leopold Figl, político austríaco (m. 1965).
- 1904 — Lal Bahadur Shastri, político e acadêmico indiano (m. 1966).
- 1907
  - Alexander R. Todd, químico britânico (m. 1997).
  - Víctor Paz Estenssoro, político boliviano (m. 2001).
- 1908 — Arthur Erdélyi, matemático húngaro (m. 1977).
- 1909 — Alex Raymond, desenhista estadunidense (m. 1956).
- 1910 — Aldo Olivieri, futebolista, treinador de futebol e dirigente esportivo italiano (m. 2001).
- 1911
  - Jack Finney, escritor estadunidense (m. 1995).
  - Tilly Fleischer, atleta alemã (m. 2005).
- 1917 — Christian de Duve, bioquímico belga (m. 2013).
- 1919 — Jan Flinterman, automobilista neerlandês (m. 1992).
- 1920
  - Lídia Vani, atriz brasileira (m. 1994).
  - Ștefan Kovács, futebolista e treinador de futebol romeno (m. 1995).
- 1921
  - Mike Nazaruk, automobilsita estadunidense (m. 1955).
  - Giorgio Scarlatti, automobilista italiano (m. 1990).
- 1924 — Gilbert Simondon, filósofo francês (m. 1989).
- 1925
  - José Cardoso Pires, escritor português (m. 1998).
  - Paul Goldsmith, automobilista e motociclista estadunidense (m. 2024).
- 1926 — Jan Morris, escritor britânico (m. 2020).
- 1928 — Carlos Rojas, ex-futebolista chileno (m. 1963)
- 1933
  - John Gurdon, biólogo britânico.
  - Buck Clarke, músico estadunidense (m. 1988).
  - Ernesto Melo Antunes, militar português (m. 1999).
  - Michel Van Aerde, ciclista belga (m. 2020).
- 1934 — Carlos Calderón de la Barca, futebolista mexicano (m. 2012).
- 1935 — Omar Sivori, futebolista ítalo-argentino (m. 2005).
- 1937
  - Johnnie Cochran, jurista estadunidense (m. 2005).
  - Roberto Herlitzka, ator italiano (m. 2024).
- 1938 — Carlos Contreras, futebolista chileno (m. 2020).
- 1940
  - Antonio Ángel Algora Hernando, bispo católico espanhol (m. 2020).
  - Nanni Galli, automobilista italiano (m. 2019).
- 1941 — John Sinclair, poeta estadunidense (m. 2024).
- 1943
  - Paul Van Himst, ex-futebolista e treinador de futebol belga.
  - Eduardo Serra, diretor de fotografia português.
  - Regina Torné, atriz e comediante mexicana.
- 1944
  - Vernor Vinge, escritor e cientista estadunidense (m. 2024).
  - Willie Morgan, ex-futebolista britânico.
- 1945
  - Don McLean, cantor e compositor estadunidense.
  - Wando, cantor e compositor brasileiro (m. 2012).
- 1946
  - Marie-Georges Pascal, atriz francesa (m. 1985).
  - Sonthi Boonyaratglin, militar e político tailandês.
- 1948
  - Persis Khambatta, atriz indiana (m. 1998).
  - Sergio Ahumada, ex-futebolista chileno.
  - Rosa Weber, jurista brasileira.
  - Siim Kallas, político estoniano.
- 1949
  - Annie Leibovitz, fotógrafa estadunidense.
  - Michael Bleekemolen, ex-automobilista neerlandês.
- 1950
  - Murilo Salles, cineasta brasileiro.
  - Ian McNeice, ator britânico.

#### 1951–2000
- 1951
  - Sting, baixista, cantor, compositor e ator britânico.
  - Romina Power, atriz e cantora estadunidense.
- 1952 — Ioannis Damanakis, ex-futebolista grego.
- 1953 — Ernest Bai Koroma, político e empresário serra-leonês.
- 1954
  - Alberto Rosenblit, pianista, compositor, arranjador e produtor musical brasileiro.
  - Lorraine Bracco, atriz estadunidense.
  - Chico Fraga, ex-futebolista brasileiro.
- 1955 — Warren Spector, designer de jogos estadunidense.
- 1957 — José Maria de Almeida, sindicalista e político brasileiro.
- 1958
  - Augusto Cury, médico e escritor brasileiro.
  - Robbie Nevil, cantor, compositor, guitarrista e produtor musical estadunidense.
  - José Milhazes, jornalista, historiador e tradutor português.
- 1959
  - Luis Fernández, ex-futebolista e treinador de futebol franco-espanhol.
  - Lena Hades, pintora e escritora russa.
- 1960
  - Terence Winter, produtor e roteirista estadunidense.
  - Floyd Cardoz, chef de cozinha e empresário indo-estadunidense (m. 2020).
- 1961
  - Nico Verhoeven, ex-ciclista neerlandês.
  - Dan Corneliusson, ex-futebolista sueco.
- 1962
  - Jeff Bennett, dublador e cantor estadunidense.
  - Brian Holm, ex-ciclista dinamarquês.
- 1965
  - David D'Eor, cantor israelense.
  - Ferhan e Ferzan Önder, gêmeas e pianistas turco-austríacas.
- 1966 — Rodney Anoai, wrestler estadunidense (m. 2000).
- 1967
  - Thomas Muster, ex-tenista austríaco.
  - Frank Fredericks, ex-atleta namibiano.
  - Lew Temple, ator estadunidense.
  - Ardem Patapoutian, biólogo molecular e neurocientista libanês-estadunidense.
- 1968
  - Jana Novotná, tenista tcheca (m. 2017).
  - Lucy Cohu, atriz britânica.
- 1970
  - Maribel Verdú, atriz espanhola.
  - Kelly Ripa, atriz e apresentadora estadunidense.
- 1971
  - Marquinhos, ex-futebolista brasileiro.
  - James Root, guitarrista estadunidense.
  - Xavier Naidoo, cantor e compositor alemão.
- 1972 — Gift Muzadzi, ex-futebolista zimbabuano.
- 1973
  - Susana González, atriz mexicana.
  - Lene Grawford Nystrøm, cantora e atriz norueguesa.
  - Proof, rapper estadunidense (m. 2006).
  - Efren Ramirez, ator estadunidense.
- 1974 — Bjarke Ingels, arquiteto dinamarquês.
- 1975
  - Michele Marcolini, ex-futebolista italiano.
  - Mohammad Al-Sahafi, ex-futebolista saudita.
  - Rie Yamaki, ex-futebolista japonesa.
  - Samuel Garcia, ex-futebolista e treinador de futebol taitiano.
- 1977
  - Didier Défago, ex-esquiador alpino suíço.
  - Carlos Bonet, ex-futebolista paraguaio.
- 1978
  - Arlindo Maracanã, ex-futebolista brasileiro.
  - Franciely Freduzeski, atriz brasileira.
  - Ayumi Hamasaki, cantora, produtora musical e atriz japonesa.
- 1979
  - Michael Ball, ex-futebolista britânico.
  - Francisco Fonseca, ex-futebolista mexicano.
- 1980
  - Lucas Castromán, ex-futebolista argentino.
  - Rodrigo Scarpa, humorista brasileiro.
  - Filipe Teixeira, ex-futebolista português.
- 1981
  - Luke Wilkshire, ex-futebolista australiano.
  - Bruna di Tullio, atriz brasileira.
  - Riad Ribeiro, jogador de vôlei brasileiro.
- 1982
  - Cleo, atriz e cantora brasileira.
  - Tyson Chandler, jogador de basquete estadunidense.
  - Thalita Carauta, atriz e humorista brasileira.
  - Igor Zelenay, tenista eslovaco.
- 1983
  - Srđan Lakić, ex-futebolista croata.
  - Prakash Amritraj, ex-tenista indiano.
- 1984
  - Marion Bartoli, ex-tenista francesa.
  - Eldin Jakupović, futebolista suíço.
  - Sofia Ribeiro, atriz e modelo portuguesa.
- 1985
  - Luis Llontop, ex-futebolista peruano.
  - Ciprian Marica, ex-futebolista romeno.
  - Olivia Ong, cantora singapurense.
- 1986
  - Camilla Belle, atriz estadunidense.
  - Olivio da Rosa, futebolista brasileiro.
  - Kiko Casilla, futebolista espanhol.
- 1987 — Mathías Cardacio, ex-futebolista uruguaio.
- 1988
  - Ivan Zaytsev, jogador de vôlei italiano.
  - Jack Collison, ex-futebolista britânico.
- 1990
  - Dean Bouzanis, futebolista australiano.
  - Tara Lynne Barr, atriz estadunidense.
  - Mikkel Diskerud, futebolista norueguês-estadunidense.
  - Samantha Barks, cantora e atriz britânica.
  - Maximiliano Rodríguez Maeso, futebolista uruguaio.
  - George Nash, remador britânico.
- 1991
  - Roberto Firmino, futebolista brasileiro.
  - Danila Izotov, nadador russo.
- 1992
  - Alisson Becker, futebolista brasileiro.
  - Ezequiel Palacios, jogador de vôlei argentino.
- 1993
  - Elizabeth McLaughlin, atriz estadunidense.
  - Michy Batshuayi, futebolista belga.
- 1994
  - Brendan Meyer, ator canadense.
  - Yacouba Coulibaly, futebolista burquinês.
- 1995 — Pedro Henrique, futebolista brasileiro.
- 1996
  - Róger Guedes, futebolista brasileiro.
  - Guilherme Samaia, automobilista brasileiro.
- 1997
  - Tammy Abraham, futebolista britânico.
  - S1mple, jogador de Counter-Strike ucraniano.
- 1998 — Maxime Godart, ator francês.
- 1999 — Igor Chzhan, ciclista cazaque.

### Século XXI
- 2002 — Jacob Sartorius, cantor estadunidense.
- 2003 — Zane Maloney, automobilista barbadiano.
- 2007 — Ayyoub Bouaddi, futebolista francês.

## Mortes

### Anterior ao século XIX
- 0534 — Atalarico, rei ostrogótico da Itália
- 0829 — Miguel II, o Amoriano, imperador bizantino (n. 770).
- 0939 — Gilberto de Lotaríngia (n. 885).
- 1264 — Papa Urbano IV (n. 1195).
- 1348 — Alice de Lacy, condessa de Lincoln e Salisbury (n. 1281).
- 1484 — Isabel de Iorque, Condessa de Essex (n. 1409).
- 1523 — Alessandro Alessandri, jurista italiano (n. 1461).
- 1559 — Jacquet de Mântua, compositor francês (n. 1483).
- 1580 — Manuel de Almada, sacerdote católico português (n. 1500).
- 1629 — Pierre de Bérulle, cardeal francês (n. 1575).
- 1764 — William Cavendish, 4.º Duque de Devonshire (n. 1720).
- 1780 — John André, oficial britânico (n. 1750).

### Século XIX
- 1804 — Nicolas-Joseph Cugnot, inventor francês (n. 1725).

### Século XX
- 1920 — Max Bruch, músico alemão (n. 1838).
- 1927 — Svante Arrhenius, químico sueco (n. 1859).
- 1944 — Alcides Maya, jornalista, escritor e político brasileiro (n. 1878).
- 1968 — Marcel Duchamp, pintor e escultor francês (n. 1887).
- 1985 — Rock Hudson, ator norte-americano (n. 1925).
- 1987 — Peter Brian Medawar, cientista britânico (n. 1915).
- 1997
  - Carybé, desenhista e pintor argentino (n. 1911).
  - Thales Pan Chacon, ator brasileiro (n. 1956).
- 1998 — Gene Autry, cantor e ator estadunidense (n. 1907).

### Século XXI
- 2004 — José Fialho Gouveia, apresentador de televisão e radialista português (n. 1935).
- 2007
  - Tetsuo Okamoto, nadador brasileiro (n. 1932).
  - Castro Gonzaga, ator e dublador brasileiro (n. 1918).
- 2009 — Rolf Rüssmann, futebolista alemão (n. 1950).
- 2017
  - Tom Petty, músico estadunidense (n. 1950).
  - Luiz Carlos Cancellier de Olivo, professor, jornalista e jurista brasileiro (n. 1958).

## Feriados e eventos cíclicos
- Dia Internacional da Não-Violência

### Brasil
- Aniversário do município de Cruzeiro, em São Paulo
- Aniversário do município de Óbidos, no Pará
- Aniversário do município de Porto Velho, em Rondônia

### Cristianismo
- Anjo da guarda
- Teodoro Gabras

## Outros calendários
- No calendário romano era o 6.º dia (VI) antes das nonas de outubro.
- No calendário litúrgico tem a letra dominical B para o dia da semana.
- No calendário gregoriano a epacta do dia é xxi.